# The Devlin Connection
The Devlin Connection foi uma série policial norte-americana em que estrelaram os actores Rock Hudson e Jack Scalia. A série foi transmitida pela NBC e teve um total de 13 episódios, estreando no dia 2 de Outubro de 1982 e terminando no dia 25 de Dezembro desse ano.

## Elenco
- Rock Hudson como Brian Devlin, diretor da Performing Arts Center;
- Jack Scalia como Nick Corsello, profissional de racquetball e detective privado;
- Leigh Taylor-Young como Lauren Dane, assistente de Brian1
- Louis Giambalvo como Lt. Earl Borden, amigo de Nick e antigo colega de Nova Iorque1
- Takayo como Mrs. Watanabe, empregada doméstica de Brian1
- Melanie Vincz como Alice Arms, colega de Nick no ginásio1
- Jack Kruschen como Max Salkall, maestro de orquestra no Performing Arts Center1
- Irene Tedrow como Margaret Hollister, assistente de Brian2
- Herbert Jefferson, Jr. como Otis Barnes, amigo de Nick e dono do bar nocturno2

1↑ Personagem que apenas aparece na segunda versão filmada em 1982 mas transmitida primeiro.

2↑ Personagem que apenas aparece na primeira versão filmada em 1981 mas que é transmitida depois.

## Produção
As gravações tiveram início em 1981 mas alguns episódios mais tarde foram interrompidas por um ano devido a problemas de saúde de Rock Hudson. Quando a produção da série foi retomada ocorreram diversas alterações. Na primeira versão, Brian Devlin tem uma assistente mais velha (a actriz Irene Tedrow) e o seu escritório e apartamento são modestos. Nick Corsello é um veterano de guerra do Vietname que se tornou um detective privado em part-time enquanto trabalha num bar nocturno. As histórias são mais corajosas. Na segunda versão, a assistente de Brian é mais glamourosa (protagonizado pela actriz Leigh Taylor-Young) e o seu escritório e apartamento são maiores e mais sumptuosos. Nick é um antigo agente da NYPD e agora um profissional em raqueteball que trabalha num ginásio e é investigador nas horas livres. As histórias desta segunda versão têm uma escala muito maior. Por insistência de Hudson, os nove episódios mais vistosos foram transmitidos primeiro, o que tornou ainda um pouco mais confuso.

## Transmissão em Portugal
A série estreia na RTP1 no dia 8 de Dezembro de 1983 às 21h15 e dá todas as quintas-feiras até ao final, no dia 01-03-1984.